# 1885年鐵路
此條目列出1885年發生有關鐵路運輸的事件。

## 事件

### 2月
- 2月8日：米德蘭鐵路延長至伯明翰新街站。
- 2月17日：南太平洋铁路和中太平洋铁路合并为南太平洋运输公司

### 4月
- 4月1日，南太平洋铁路接管中太平洋铁路的运营。

### 7月
- 7月20日：越南首條鐵路通車，來往西貢至美湫。